# Сцена из жизни таитян
«Сцена из жизни таитян» (фр. Scène de la vie tahitienne) — картина французского художника-постимпрессиониста Поля Гогена из собрания Государственного Эрмитажа.
На картине изображены таитянские мужчины и женщины, которых можно разделить на четыре условные группы, расположенные на синем сумеречном фоне. Первую группу составляют мужчина в набедренной повязке и белой шапке, у его ног бежит собака; мужчина на плечах несет палку (копьё?). Вторую группу составляют три женские фигуры. Одна из женщин указывает рукой в сторону мужчины с собакой, вторая наклонившись к ней как бы внимательно прислушивается и третья женщина в отдалении смотрит в сторону мужчины. Третья группа из двух женщин просто стоит и с безучастным видом наблюдает за происходящим. Справа вверху в отдалении расположилась четвёртая группа персонажей картины: под деревом без движения находится мужчина-всадник, у ног лошади — две женщины, одна из которых лежит, а другая сидит; все они наблюдают за мужчиной с собакой и второй группой. Справа внизу остатки подписи художника: P Gauguin (ранее рядом с подписью была указана и дата — 96).
Как следует из первоначальной подписи художника картина была написана в 1896 году. По прибытии в Париж картина выставлялась в галерее Амбруаза Воллара. В ноябре 1908 года её купил московский промышленник и коллекционер С. И. Щукин. По мнению Н. Ю. Семёновой своё современное название картина получила находясь у Щукина, но П. П. Перцов, ещё в 1921 году первым составивший каталог щукинской коллекции, утверждает что картина значилась под коротким названием «Таитяне».
После Октябрьской революции собрание Щукина было национализировано, и с 1923 года картина находилась в Государственном музее нового западного искусства. В 1930 году картина по обмену с ГМНЗИ была передана в Государственный Эрмитаж. С конца 2014 года выставляется на четвёртом этаже здания Главного штаба, зал 413.
Из-за того что Гоген при написании картины использовал некачественные краски, картина сильно осыпалась и истёрлась. Особенно сильно пострадал правый нижний угол с подписью художника: в 1918 году при регистрации картины в Первом Государственном музее нового западного искусства было отмечено что кроме подписи художника рядом была нанесена ещё и дата — 96. В настоящее время дата не читается. Высказывалось предположение что картина сильно пострадала ещё до приобретения её С. И. Щукиным, и что она была подмочена во время морской перевозки с Таити в Париж. По крайней мере её репродукция в таком уже повреждённом виде была воспроизведена в журнале «Аполлон» в 1910 году.
Сюжет картины остался нерасшифрованным. Н. Ю. Семёнова увидела в картине аналогии и прямую связь с фризом Парфенона: «Сходство с рельефами, изображающими праздничную процессию, которые украшали в своё время афинский Акрополь, только подтверждает религиозный характер композиции». А. Г. Костеневич также считает что картина иллюстрирует некий религиозный мотив и что все персонажи, несмотря на свою разрозненность, «следят за приготовлениями к какому-то ритуальному действию», а написана она была под влиянием древнеегипетского и античного искусства (обозначено «движение персонажей вдоль плоскости холста» и проч.). Он же ссылается на Б. Дориваля, который, анализируя картину «Зов» из Кливлендского художественного музея (холст, масло; 130 × 90 см; 1902 год; инвентарный № 1943.392), утверждал что фигура женщины с поднятой рукой является прямым аналогом (только изображённым в зеркальном виде) фигуры с парфенонского рельефа «Эрот и старейшины». По мнению Костеневича подобная фигура с эрмитажной картины воспроизведена Гогеном гораздо ближе к первоисточнику. В целом Костеневич говорит, что Гоген к обычаям и укладу жизни полинезийцев относился как к своеобразной античности. Так он отмечает, что Гоген, уезжая на Таити, взял с собой фотолитографию Колонны Траяна, и образ мужчины с копьём на плечах иконографически совпадает с образом воина с одного из рельефов этой колонны. Также имеется значительное совпадение фигуры охотника с собакой с аналогичными фигурами с картины Клода Лоррена «Пейзаж со сценой отдыха на пути в Египет», также находящейся в собрании Эрмитажа (холст, масло; 114 × 157,2 см; инвентарный № ГЭ-1235) — в творчестве Гогена многочисленны заимствования и цитирование отдельных элементов из работ его предшественников, возможно он видел репродукцию картины Лоррена ещё до отъезда на Таити.
В пользу духовно-религиозной направленности сюжета также играет и сумеречная цветовая гамма картины:

Вероятно, именно стремление создавать живопись, исполненную глубоких душевных переживаний и неотделимую от тайны духовности, побуждало Гогена снова и снова обращаться к вечерним состояниям натуры, что отвечало также и его колористическим влечениям. Приближаясь к закату солнца, природа, теряя в яркости, обретает новые, очень выразительные оттенки. <…> На Таити эти минуты необыкновенны.

Кроме упомянутой выше картины из Кливлендского художественного музея, Гоген впоследствии использовал персонажей эрмитажной картины и в других своих работах. Образ охотника был задействован художником в одной из своих ксилографий (16,2 × 28,7 см; около 1898—1899 года; Метрополитен-музей, инвентарный № 30.66), а образ охотника и всадника воспроизведён в монотипии из собрания Штеделевского художественного института (32,2 × 41,8 см; около 1902 года; инвентарный № 67035D). Существуют ещё и другие монотипии с охотником, находящиеся в частных коллекциях.
- «Зов». 1902 год. Художественный музей Кливленда
- Ксилография с охотником из Метрополитен-музея. Около 1898—1899 года
- Монотипия с охотником и всадником из Штеделевского института. Около 1902 года
- Монотипия с охотником из частного собрания. Около 1900 года.